# Leptobrachium bompu
Espèce
Leptobrachium bompu est une espèce d'amphibiens de la famille des Megophryidae.

## Répartition
Cette espèce est endémique d'Arunachal Pradesh en Inde. Elle se rencontre dans le district de West Kameng à environ 1 950 m d'altitude.

## Publication originale
- Sondhi & Ohler, 2011 : A blue-eyed Leptobrachium (Anura: Megophryidae) from Arunachal Pradesh, India. Zootaxa, no 2912, p. 28-36.